# Elzéar-Alexandre Taschereau
Elzéar-Alexandre Taschereau (Sainte-Marie-de-Beauce, 17 de fevereiro de 1820 – Quebec, 12 de abril de 1898) foi um cardeal canadense da Igreja Católica, arcebispo de Québec.

## Biografia
Sexto dos sete filhos de Jean-Thomas Taschereau (1778-1832), juiz da Cour du banc du Roi e Marie Panet (1788-1866), filha do presidente da primeira câmara da assembleia de Bas-Canadá. Seu irmão Jean Thomas (1814-1893) foi magistrado da Suprema Corte do Canadá de 1875 a 1878. Era sobrinho-neto, por parte de mãe, de Bernard-Claude Panet (1753-1833), que foi arcebispo de Quebec (1825-1833).
Realizou seus estudos primários com um tutor; depois, estudou no Seminário de Québec, entre 1828 e 1836 (clássicos). Viajou por um ano para a Grã-Bretanha, Países Baixos, França e Itália com o Padre John Holmes, professor do seminário; recebeu a tonsura em Roma em 20 de maio de 1837, retornou ao Canadá e estudou teologia no Seminário Maior de Québec enquanto ensinava no Seminário Menor.

## Ministério presbiteral
Foi ordenado padre, com dispensa por ainda não ter atingido a idade canônica, em 10 de setembro de 1842, na Igreja de Sainte-Marie-de-la-Nouvelle-Beauce por Pierre-Flavien Turgeon, então bispo coadjutor de Quebec. Professor de filosofia no Seminário de Québec entre 1842 e 1854, também ensinou astronomia, teologia e Sagradas Escrituras, foi membro do conselho do seminário e prefeito de estudos entre 1849 e 1854, além de diretor do Seminário Menor no biênio 1851-1852. Foi um dos responsáveis da transformação que criou a Universidade Laval em 1852. Mais tarde, retornou a Roma e estudou no Pontifício Ateneu Romano "Santo Apolinário", obtendo um doutorado em direito canônico em julho de 1856. Ele foi o primeiro padre canadense a residir no Pontifício Seminário Francês de Roma.
Ao retornar de Roma, foi professor de teologia e diretor do Seminário Menor de Québec, entre 1856 e 1859 e depois,  diretor do Seminário Maior de Québec, no biênio 1859-1860. Foi reitor da Universidade Laval e superior do Seminário entre 1860 e 1866 e diretor do Seminário Maior de Québec, até 1869, quando foi reeleito reitor da Universidade Laval e superior do seminário, exercendo o cargo até 1871. Além disso, foi o vigário-geral de Quebec e examinador de jovens padres, a partir de 1862.
Acompanhou Charles-François Baillargeon, administrador apostólico de Québec, a Roma, em 1862. Participou do Concílio Vaticano I, entre 1869 e 1870, como teólogo do arcebispo Baillargeon. Nomeado administrador apostólico da arquidiocese de Québec com a morte de Baillargeon em outubro de 1870.

## Ministério arquiepiscopal

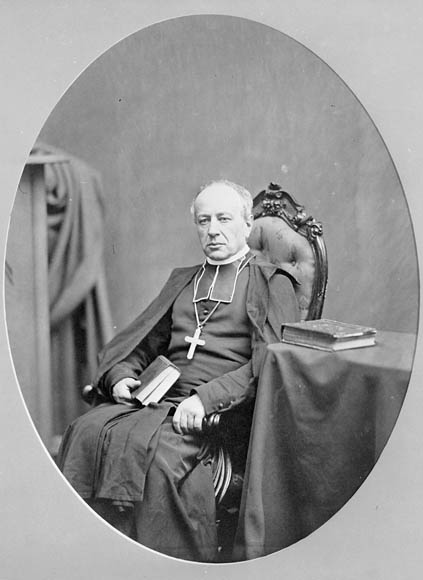
Taschereau em 1871, como arcebispo de Quebec.

Ele foi nomeado para arcebispo de Québec em 24 de dezembro de 1870, sendo consagrado em 19 de março de 1871, na Catedral de Notre-Dame de Québec por John Joseph Lynch, C.M., arcebispo de Toronto, coadjuvado por Edward John Horan, bispo de Kingston, e por Charles LaRocque, bispo de Saint-Hyacinthe.
Recebeu o pálio em maio de 1872, na Basílica de Notre-Dame de Montreal e, em 16 de maio de 1875, foi nomeado Assistente do Trono Pontifício.
Ele rapidamente mostrou sua intenção de reafirmar as prerrogativas de seu cargo e sua disposição de se opor aos ultramontanos. Como líder de um grupo diversificado de bispos sufragâneos, ele trouxe uma abordagem moderada para a resolução dos grandes debates sobre o liberalismo católico, a excessiva influência clerical na política, a reforma do código civil e as relações Igreja-Estado. Ao mesmo tempo, ele defendeu inabalavelmente o monopólio universitário dos católicos de Quebec contra as reivindicações de Montreal e os esforços dos oponentes da Universidade Laval, principalmente os bispos Ignace Bourget de Montreal e Louis-François Richer Laflèche de Trois-Rivières. Por causa de sua energia e de uma rede de amigos em Roma criada pelo representante do arcebispado, Benjamin Pâquet, a Santa Sé o apoiou incondicionalmente, apesar das opiniões contrárias de dois delegados apostólicos, George Conroy (1877-78) e Henri Smeulders (1883-84).

## Cardinalato

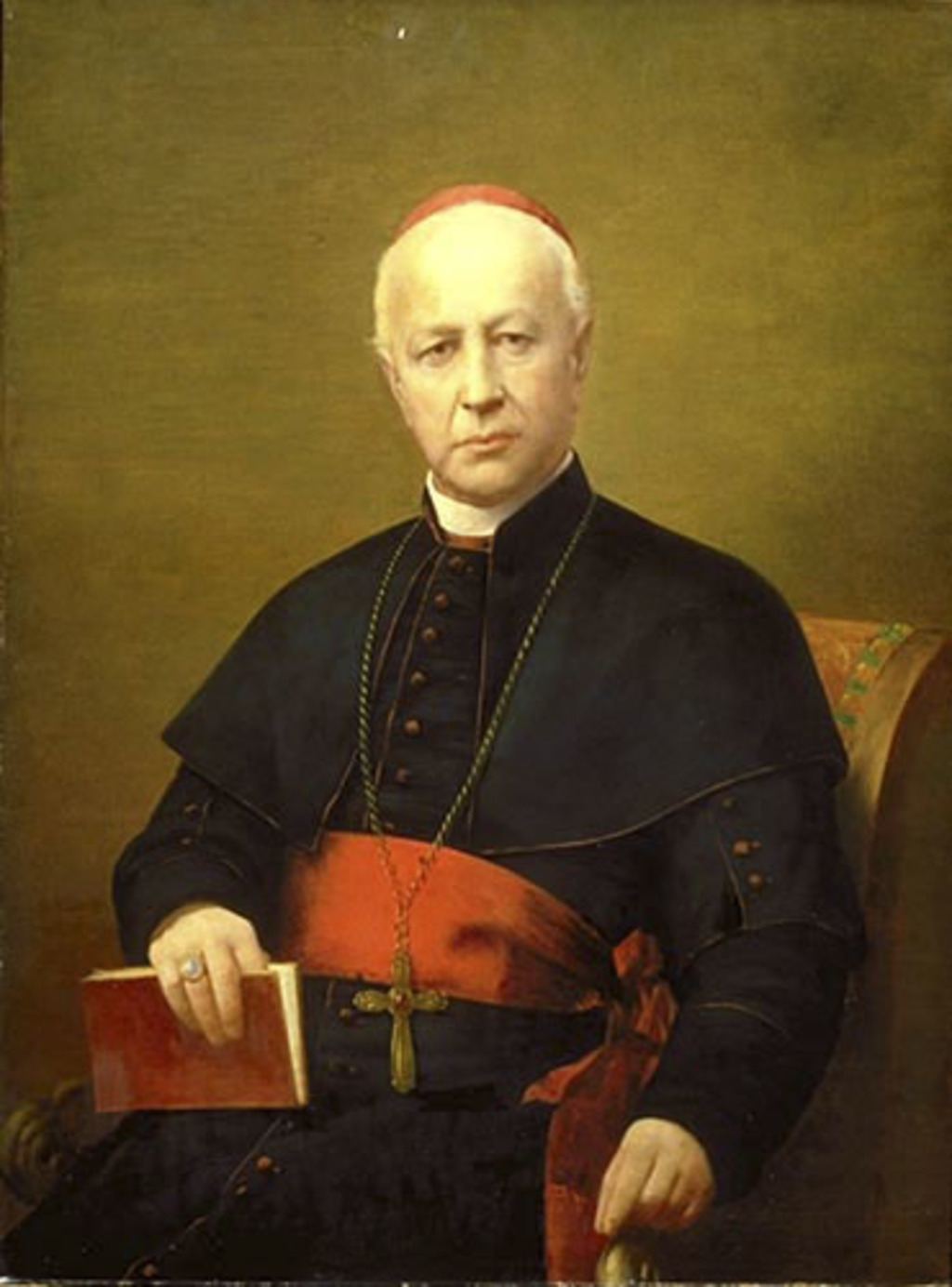
Le Cardinal Elzéar-Alexandre Taschereau, óleo sobre tela, 1891, Musée national des beaux-arts du Québec. Obra de Nino Giovanni Carnevali.

Foi criado cardeal pelo Papa Leão XIII, no Consistório de 7 de junho de 1886, recebendo o barrete vermelho e o título de cardeal-presbítero de Santa Maria da Vitória em 17 de março de 1887.
Suas faculdades mentais estavam consideravelmente debilitadas por uma degeneração cerebral progressiva e ele delegou o governo da arquidiocese ao seu coadjutor, com direito de sucessão, Louis-Nazaire Bégin, arcebispo titular de Cirene, em 3 de setembro de 1894. Ele foi o primeiro cardeal canadense.
Morreu em 12 de abril de 1898, em Quebec. Foi velado na Catedral de Notre-Dame de Québec, onde ocorreu o funeral celebrado pelo cardeal James Gibbons, arcebispo de Baltimore e sepultado na catedral. Um monumento inaugurado em 9 de junho de 1923 homenageia o falecido cardeal em um pequeno parque perto da Prefeitura e da Basílica Notre-Dame de Québec.